# Raffaele Ranucci
Raffaele Ranucci (Roma, 24 settembre 1957) è un politico italiano.

## Biografia
Laurea in Economia a La Sapienza di Roma nel 1980, da subito iniziò a lavorare nel settore alberghiero-immobiliare. È proprietario dell'albergo a 4 stelle Holiday Inn Eur Parco dei Medici.
È stato amministratore delegato di Trambus  , di Azienda Speciali Expò e Scuderie del Quirinale, presidente dell'ente Eur e di Sipra. Dal 2019 è nel cda di cassa depositi e prestiti Dal giugno 2024 è amministratore dell'Auditorium Parco della Musica
Nel 2011 ha ricevuto la cittadinanza onoraria di Formia , dove è stato promotore della realizzazione del nuovo porto turistico

### Attività politica

#### Elezione a senatore
Eletto al Senato col Partito Democratico nel 2008 e nel 2013. Membro della commissione Lavori pubblici, di cui fu vicepresidente fino al marzo 2013.
Nel 2005 è stato assessore allo sviluppo nella giunta regionale Marrazzo
Non è più ricandidato alle elezioni politiche del 2018, in quanto escluso dalle liste del Partito Democratico.
Nel 2021 è stato il promotore della lista civica per il sindaco Roberto Gualtieri.

#### Riforma delle regioni italiane
L'8 ottobre 2015 ha presentato un progetto di riforma delle regioni, secondo il quale sarebbero state istituite 12 nuove regioni, ma non prevedendo la necessità di modificare l'art. 131 della Costituzione, fondamentale per l'effettiva istituzione degli enti previsti.
Sport
È stato membro del CdA, vice presidente e responsabile delle giovanili dell' AS Roma, ha fondato la Polisportiva Roma ed è stato presidente del Formia calcio. È stato presidente del settore tecnico, capo delegazione e direttore generale della FIGC.